# توره فریشولم
توره فریشولم (انگلیسی: Tore Frisholm; ۱۲ آوریل ۱۹۲۴ – ۴ آوریل ۱۹۹۵)از برندگان مدال‌های بازی‌های المپیک زمستانی و مدیر ورزشی اهل نروژ بود.